# Campeonato Mundial de Esqui Estilo Livre de 2021 - Moguls feminino
A prova do moguls feminino do Campeonato Mundial de Esqui Estilo Livre de 2021 foi realizada no dia 8 de março na cidade de Almaty no Cazaquistão. 

## Medalhistas
| Ouro                  | Prata                  | Bronze             |
| Perrine Laffont (FRA) | Yuliya Galysheva (KAZ) | Anastasia Smirnova |

## Resultados

### Qualificação
Um total de 35 esquiadores participaram da competição.  As 18 melhores avançaram para a final. 
| Colocação | Bib | Ordem de corrida | Nome                     | Nacionalidade            | Corrida 1 | Corrida 2 | Notas |
| --------- | --- | ---------------- | ------------------------ | ------------------------ | --------- | --------- | ----- |
| 1         | 1   | 13               | Perrine Laffont          | França                   | 79.41     |           | Q     |
| 2         | 14  | 19               | Yuliya Galysheva         | Cazaquistão              | 78.23     |           | Q     |
| 3         | 19  | 22               | Viktoriia Lazarenko      | Federação Russa de Esqui | 77.17     |           | Q     |
| 4         | 13  | 24               | Anastasiia Smirnova      | Federação Russa de Esqui | 76.65     |           | Q     |
| 5         | 4   | 9                | Kai Owens                | Estados Unidos           | 75.07     |           | Q     |
| 6         | 10  | 12               | Jakara Anthony           | Austrália                | 74.87     |           | Q     |
| 7         | 5   | 23               | Jaelin Kauf              | Estados Unidos           | 73.93     |           | Q     |
| 8         | 6   | 26               | Tess Johnson             | Estados Unidos           | 73.76     |           | Q     |
| 9         | 3   | 11               | Hannah Soar              | Estados Unidos           | 72.23     |           | Q     |
| 10        | 7   | 14               | Hinako Tomitaka          | Japão                    | 71.84     | 75.96     | Q     |
| 11        | 9   | 10               | Justine Dufour-Lapointe  | Canadá                   | 70.81     | 74.72     | Q     |
| 12        | 25  | 15               | Chloé Dufour-Lapointe    | Canadá                   | 71.58     | 69.51     | Q     |
| 13        | 15  | 17               | Britteny Cox             | Austrália                | 71.03     | 71.22     | Q     |
| 14        | 11  | 3                | Junko Hoshino            | Japão                    | 62.72     | 70.93     | Q     |
| 15        | 23  | 18               | Anastassiya Gorodko      | Cazaquistão              | 68.58     | 70.76     | Q     |
| 16        | 8   | 20               | Kisara Sumiyoshi         | Japão                    | 69.53     | DNF       | Q     |
| 17        | 27  | 5                | Anastasiia Pervushina    | Federação Russa de Esqui | 67.15     | 66.51     | Q     |
| 18        | 12  | 16               | Makayla Gerken Schofield | Reino Unido              | 66.62     | DNF       | Q     |
| 19        | 26  | 4                | Sofiane Gagnon           | Canadá                   | 66.27     | DNF       |       |
| 20        | 2   | 2                | Anri Kawamura            | Japão                    | 65.89     | DNF       |       |
| 21        | 18  | 1                | Camille Cabrol           | França                   | 62.76     | 65.17     |       |
| 22        | 28  | 27               | Ayaulym Amrenova         | Cazaquistão              | 64.64     | 64.88     |       |
| 23        | 36  | 28               | Sophie Weese             | Alemanha                 | 64.58     | 57.45     |       |
| 24        | 29  | 7                | Hanna Weese              | Alemanha                 | 48.67     | 60.63     |       |
| 25        | 32  | 6                | Skyler Nunn              | Reino Unido              | 58.38     | 59.90     |       |
| 26        | 40  | 35               | Olessya Graur            | Cazaquistão              | 54.40     | 58.83     |       |
| 27        | 30  | 25               | Melanie Meilinger        | Áustria                  | 57.37     | 56.52     |       |
| 28        | 34  | 8                | Nicole Gasparini         | Suíça                    | DNF       | 55.90     |       |
| 29        | 41  | 31               | Katharina Ramsauer       | Áustria                  | 50.28     | 54.99     |       |
| 30        | 39  | 32               | Yuliia Brudko            | Ucrânia                  | 48.88     | 51.87     |       |
| 31        | 37  | 34               | Dorota Šamánková         | Chéquia                  | 51.35     | 49.26     |       |
| 32        | 31  | 30               | Ekaterina Ogneva         | Federação Russa de Esqui | 41.89     | 48.78     |       |
| 33        | 33  | 21               | Lena Mayer               | Alemanha                 | 19.62     | 34.49     |       |
| 34        | 35  | 29               | Eliška Coufalová         | Chéquia                  | 29.37     | DNF       |       |
| 35        | 38  | 33               | Viktoriia Pryimak        | Ucrânia                  | DNS       | DNS       | DNS   |

### Final
A final foi iniciada no dia 8 de março às 15h00. 
| Colocação         | Ordem de corrida | Nome                     | Nacionalidade            | Corrida 1 | Corrida 2 |
| ----------------- | ---------------- | ------------------------ | ------------------------ | --------- | --------- |
| Medalha de ouro   | 1                | Perrine Laffont          | França                   | 81.65     | 82.11     |
| Medalha de prata  | 14               | Yuliya Galysheva         | Cazaquistão              | 82.54     | 79.52     |
| Medalha de bronze | 13               | Anastasiia Smirnova      | Federação Russa de Esqui | 78.69     | 79.41     |
| 4                 | 10               | Jakara Anthony           | Austrália                | 77.59     | 77.40     |
| 5                 | 7                | Hinako Tomitaka          | Japão                    | 78.06     | 76.45     |
| 6                 | 4                | Kai Owens                | Estados Unidos           | 77.30     | DNF       |
| 7                 | 15               | Britteny Cox             | Austrália                | 77.03     | —         |
| 8                 | 5                | Jaelin Kauf              | Estados Unidos           | 76.75     | —         |
| 9                 | 19               | Viktoriia Lazarenko      | Federação Russa de Esqui | 76.28     | —         |
| 10                | 3                | Hannah Soar              | Estados Unidos           | 76.12     | —         |
| 11                | 6                | Tess Johnson             | Estados Unidos           | 75.59     | —         |
| 12                | 9                | Justine Dufour-Lapointe  | Canadá                   | 75.49     | —         |
| 13                | 23               | Anastassiya Gorodko      | Cazaquistão              | 74.23     | —         |
| 14                | 8                | Kisara Sumiyoshi         | Japão                    | 74.05     | —         |
| 15                | 11               | Junko Hoshino            | Japão                    | 73.53     | —         |
| 16                | 25               | Chloé Dufour-Lapointe    | Canadá                   | 73.01     | —         |
| 17                | 12               | Makayla Gerken Schofield | Reino Unido              | 72.47     | —         |
| 18                | 27               | Anastasiia Pervushina    | Federação Russa de Esqui | 71.84     | —         |

Legenda
| Recorde mundial       | Recorde mundial (World record)               |                       | Recorde africano                      | Recorde africano (African) |                                           | Q | Classificado por posição (Qualified) |
| Recorde do campeonato | Recorde do campeonato (Championship record)  | Recorde da América    | Recorde da América (Americas)         | q                          | Classificado por melhor tempo (Qualified) |   |                                      |
| Melhor marca do ano   | Melhor marca do ano (World leading)          | Recorde asiático      | Recorde asiático (Asian)              | DNS                        | Não largou (Did not start)                |   |                                      |
| Recorde nacional      | Recorde nacional (National record)           | Recorde europeu       | Recorde europeu (European)            | DNF                        | Não terminou (Did not finish)             |   |                                      |
| Recorde pessoal       | Recorde pessoal do atleta (Personal best)    | Recorde da Oceania    | Recorde da Oceania (Oceania)          | DSQ / DQ                   | Desclassificado (Disqualified)            |   |                                      |
| Recorde da temporada  | Recorde da temporada do atleta (Season best) | Recorde sul-americano | Recorde sul-americano (South America) | NM                         | Sem marca (No mark)                       |   |                                      |